# Exército Weimariano

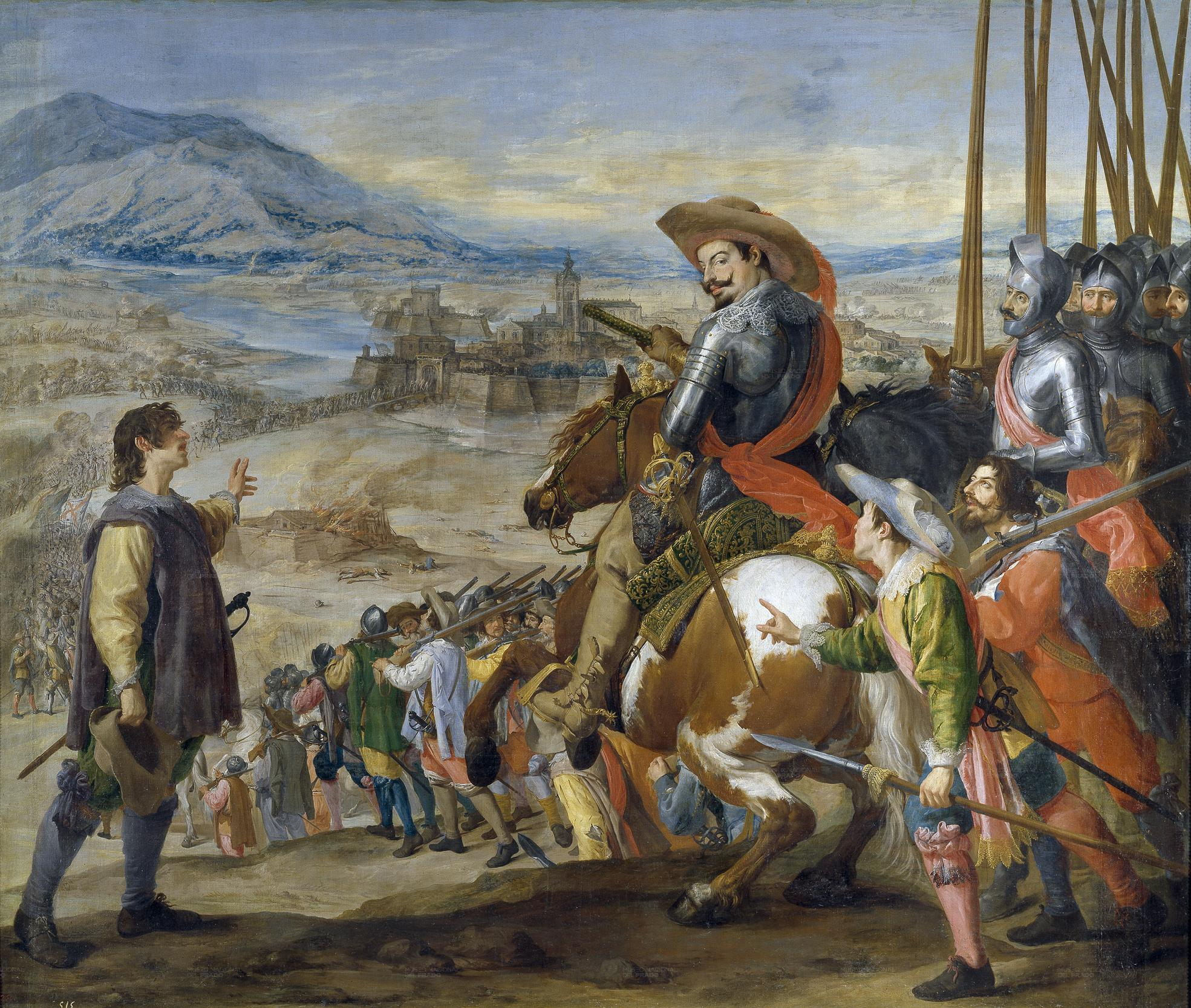
O Exército Weimariano diante de Breisach, em 1638.

O Exército Weimariano foi uma força militar que se destacou durante a Guerra dos Trinta Anos. Pode ser definido como uma tropa de soldados protestantes que, comandada por Bernard, Duque de Saxe-Weimar, apartou-se da esfera de influência sueca em 1635 e passou a operar sob a esfera de influência francesa. Até a morte de Bernard, em 1639, gozou de grande autonomia, como um exército mercenário à serviço dos interesses de seu comandante. A morte de Bernard não apagou as características desta força, que gozava de um profundo espírito de corpo e que negociou com a França a escolha do seu futuro comandante, o conde de Guébriant. Vitoriosos nas batalhas de Wolfenbüttel e Kenpem, os weimarianos foram derrotados na batalha de Rottweil (1643). Morto Guébriant, os weimarianos passaram a ser comandado pelo Visconde de Turenne, escolhido pelo fato de ser protestante. Nos dois anos seguintes, em virtude das baixas sofridas, a força acabou sendo incorporada ao exército francês.
Os weimarianos são a origem histórica do 1º regimento de couraceiros francês, que carrega o nome de "Régiment de Saxe-Weimar".